# Keith Wright (hockeista su ghiaccio)
Keith Edward Wright (Aurora, 13 aprile 1944) è un ex hockeista su ghiaccio canadese che nel corso della carriera ha giocato una partita in National Hockey League.

## Carriera
Wright giocò a hockey a livello giovanile nella Ontario Hockey Association vestendo per quattro stagioni la maglia dei Peterborough Petes: Nel 1964 esordì fra i professionisti entrando a far parte dell'organizzazione dei Montreal Canadiens, i quali lo cedettero in prestito agli Omaha Knights formazione della Central Hockey League.
Dopo un solo anno si trasferì ai Boston Bruins, ma anche in questo caso dovette giocare nei farm team in CHL e in Western Hockey League; nella stagione 1965-1966 vinse l'Adams Cup con gli Oklahoma City Blazers. Conclusa la sua esperienza con i San Francisco Seals Wright nell'estate del 1967 rimase senza contratto e fu scelto durante l'NHL Expansion Draft dai Philadelphia Flyers, una delle sei nuove franchigie iscritte alla National Hockey League.
Con i Flyers riuscì a esordire in National Hockey League disputando però solo una partita della stagione 1967-68, mentre la maggior parte dell'anno la disputò in American Hockey League con i Quebec Aces. Dopo due anni di ritiro tornò all'attività agonistica nella stagione 1970-1971 vestendo nuovamente le maglie degli Aces e dei Blazers.
Dopo un altro anno lontano dal ghiaccio Wright concluse la sua carriera in una formazione amatoriale dell'Ontario prima del suo ritiro definitivo dall'attività agonistica nel 1973.

## Palmarès

### Club
- Adams Cup: 1

Oklahoma City: 1965-1966